# Eddy De Lépine
Eddy De Lépine, född 30 mars 1984, är en fransk friidrottare som tävlar i kortdistanslöpning. 
De Lépine var med i det franska stafettlag som vann VM-guld 2005 i Helsingfors. Individuellt är hans främsta merit att han var sexa på 200 meter vid EM i Göteborg 2006.

## Personliga rekord
- 100 meter - 10,19
- 200 meter - 20,62